# 奉天商埠地
奉天商埠地是在近代沈阳与满铁附属地平行发展的主要城区，也是与满铁附属地展开竞争的城区。总面积约为6.5平方千米，位于满铁附属地和沈阳老城之间。

## 历史沿革
1903年，清政府分别与美日签订《续议通商行船条约》和《续订通商行船条约》。奉天城市中划出商埠地以供外国人经商居住。商埠地允许中外商人在此租地建房和经商并通过减税让利等优惠政策使之繁荣和发展。商埠地的主权归属中国。